# バードン (ウルトラ怪獣)
バードンは、特撮テレビドラマ『ウルトラマンタロウ』をはじめとする「ウルトラシリーズ」に登場する架空の怪獣。別名は火山怪鳥。
初登場時にウルトラ戦士を2人も倒した実績から、地球最強の怪獣と称されることもある。

## 『ウルトラマンタロウ』に登場するバードン
『ウルトラマンタロウ』第17話「2大怪獣タロウに迫る！」から第19話「ウルトラの母 愛の奇跡！」までに登場。
獰猛な鳥型の怪獣。あらゆる肉を好み、古代に一旦は死滅させたケムジラのほか現代の人間や家畜も捕食しようと、飛行機や食肉倉庫を襲って日本中を恐怖に陥れる。口から吐く4万度の火炎と、ウルトラ戦士にさえ致命傷を与えうる猛毒が含まれた鋭利な嘴を、主な武器とする。
大熊山の火口にて長い眠りに就いていたところ、火山活動の影響で復活して同じく復活したケムジラを貪っていく。その残存個体が巨大化してウルトラマンタロウと交戦した際には、割って入ってタロウを嘴で滅多刺しにし、エネルギー切れによる絶命に追い込む。逃走を図ったケムジラにはイエローガスを吹きかけられるが、ものともせず捕食して飛び去る。さらには、病院への襲撃を阻止しようとするZATのトリモチ作戦をしのぎ、駆けつけたゾフィーをも返り討ちにして殺害する。その後、さらなる被害拡大を懸念したZATによって全国から食肉や家畜を隠されたため、マンモス団地を襲撃して住民たちを次々と捕食していくが、ウルトラの母によって復活したタロウに阻まれたうえ、退散した先の大熊山では火口にあった同族の卵をZATに破壊され、タロウと3度目の激戦を繰り広げる。最後は、空中でタロウを追跡中にキングブレスレットの分身能力で撹乱されて大熊山の火口へ墜落し、その噴火によって爆死する。
- デザインは鈴木儀雄が担当した[出典 5]。鈴木は、デザイン時に何度も書き直して苦労したと述べている[12]。
- 造形物はスーツのほか、無可動のものと羽ばたくギミックがあるものの2種類の飛び人形と実物大の嘴が用意された[14]。
- 第17話から第19話までの脚本を担当した田口成光は、3話連続の話となったのは視聴率の下がる夏枯れ対策として予算を節約する意図があったことを述べている[15]。
- オープニングでの表記は、第17話で火山怪鳥バートン、第18話・第19話で火山怪獣バートンとなっている[6]。
- 当時の学年誌[要文献特定詳細情報]の裏設定では、メフィラス星人たちが属していた怪獣軍団の総大将とされており、飛行技術はテロチルスから、火炎放射の方法はアーストロンから受け継ぎ、ウルトラマンのカラータイマーを嘴で突き刺す特訓は1万回も繰り返したとされている[16][17]。
- 本放送当時に『小学二年生』で内山まもるが執筆していた漫画版『ウルトラマンタロウ』の「涙のストリウム光線」（てんとう虫コミックス『ザ・ウルトラマン』第2巻に収録[18]）では、タロウにウルトラの国での治療が必要な重傷を負わせた後、彼に代わって相手となったゾフィーにもカラータイマーの破壊という重傷を負わせるが、治療を終えて戻ってきたタロウの目の前でゾフィーに羽交い絞めにされ、彼の「私ごと撃て!!」との決死の叫びを受けたタロウが涙ながらに放ったストリウム光線で倒される。なお、ゾフィーの遺体はまもなく飛来したウルトラの母にねぎらいの言葉をかけられ、彼女と銀十字軍団によってウルトラの星へ運ばれている。
- 『ウルトラ怪獣攻げき技大図鑑』では、嘴による攻撃はシャークノーズと名付けられ、攻撃パワーは最高の999モンスと紹介された。この名称は『大怪獣バトル ULTRA MONSTERS NEO』でも使用されている。
- 『大怪獣バトル ULTRA MONSTERS NEO』では、口からの火炎はボルヤニックファイアと表記されている[19]。
- 『ウルトラマンメビウス』で造型を担当した品田冬樹は、バードンのデザインを「鳥の嫌なところを結集させたもの」と分析している[20]。
- 後年のメディアでは、「最も子供たちにトラウマを植えつけた最恐鳥怪獣」[21]や「正義のヒーローのウルトラ兄弟の見たくなかった衝撃シーン」[22]などと称し、バードンの存在や残虐描写が視聴者におよぼしたトラウマの1つとして挙げられている。

## 『ウルトラマンメビウス』に登場するバードン
『ウルトラマンメビウス』第3話「ひとつきりの命」、第24話「復活のヤプール」に登場。
ドキュメントZATに記録が残るバードンの別個体で、その個体が産んだ卵が孵化したものであると思われる。「ウルトラマンを殺した怪獣」と特記されている。学名は「マグマバードン」。狂暴な肉食で、超高熱火炎を口から放射し、鋭い嘴を敵に突き刺すなど、見た目も能力も初代とほぼ同じである。嘴の両脇にある毒袋には猛毒を蓄えており、嘴を突き刺すと毒袋が収縮して猛毒を敵の体内へ流し込むという設定が追加・強調されている。この猛毒のせいで、周囲の樹木が立ち枯れしている描写がある。
ボガールに呼び寄せられ、先代と同様に大熊山の火口付近から出現し、ウルトラマンメビウスと交戦する。嘴でメビウスの左腿を突き刺して猛毒を流し込み、メビウスを弱らせた隙に逃走した後、太平洋上にてGUYSオーシャンの攻撃を受けて日本に戻り、とある漁村にてメビウスと再戦する。猛毒が抜けきっていないメビウスを苦しめるが、GUYSクルーの援護射撃によって毒袋を撃たれ、猛毒が逆流して弱ったところをメビュームシュートとキャプチャーキューブの合体技を受けて倒される。それと同時に、メビウスの体内の猛毒も抜けきる。
第24話ではファイヤーウインダムの運用テストの相手役ホログラムとして実体化する。また、第27話ではその戦闘力からマケット怪獣化が検討されるが、草木を枯らすほどの猛毒は環境に悪いということで却下された。
DXウルトラコクピット版『ウルトラマンメビウス外伝 超銀河大戦』では怪獣墓場で眠っていたが、アークボガールによって目覚めさせられてGUYSに襲いかかる。
- スーツアクター：岩崎晋弥
- 造型はヴィ・ショップが担当[20]。第3話監督の村石宏實は初代バードンを見て鳥としては華奢な印象を受けたため、スーツを初代よりも太めに造形するように指示を出している[30]。初代の体毛に用いられていたサイザルは燃えやすいために使用できず、毛足の長いボアを用いている[20]。
- 第3話のシナリオ上ではメビウスのメビュームシュートだけで倒される展開だったが、監督の村石から「それだと毒が飛び散る」という指摘があり、作中での展開に変更された[31][30]。

## 『ウルトラギャラクシー大怪獣バトル NEVER ENDING ODYSSEY』に登場するバードン
『ウルトラギャラクシー大怪獣バトル NEVER ENDING ODYSSEY』第11話「ある戦士の墓標」に登場。
リフレクト星人（RB）に操られ、レイのゴモラと交戦する。序盤こそ翼による強風でゴモラを寄せ付けないうえ、空中から体当たり攻撃を仕掛けるが、尻尾攻撃で叩き落とされる。今度は猛毒の嘴を突き刺そうと再び空中から攻撃を仕掛けたところをゴモラに受け止められ、超振動波を受けて倒される。
- スーツアクター：福田大助
- 本作品の「大怪獣バトルファイル」でもオキに「地球産最強の怪獣」と説明されている。

## 『大怪獣バトル ウルトラ銀河伝説 THE MOVIE』に登場するバードン
映画『大怪獣バトル ウルトラ銀河伝説 THE MOVIE』に登場。
ウルトラマンベリアルのギガバトルナイザーの力で怪獣墓場から復活する。ベリアルが操る怪獣軍団の1体として、他の怪獣軍団と共にウルトラ戦士やレイの怪獣たちに襲いかかり、ウルトラマンメビウスと戦う。その後、現れたウルトラマンゼロをアリゲラと共に空中から攻撃するが、エメリウムスラッシュを受けてアリゲラ共々爆死する。
また、百体怪獣ベリュドラの胴体を構成する怪獣の1体となっている。

## 『ウルトラゾーン』に登場するバードン
『ウルトラゾーン』第11、12話「スフラン島の秘蜜 （前編&後編）」に登場。
スフラン島に生息する怪獣。バンピーラやレッドキングと三つ巴の戦いを始める。
また、第2話ミニコーナー「OLのウワサ話」では、部下のOLたちからバードン部長に「赤いプレスリー」をあだ名をつけられる。第9話アイキャッチでは桃太郎のキジ役に扮している。

## 『ウルトラマンサーガ ゼロ&ウルトラ兄弟 飛び出す!ハイパーバトル!!』に登場するバードン
『てれびくん』付録DVD『ウルトラマンサーガ ゼロ&ウルトラ兄弟 飛び出す!ハイパーバトル!!』に登場。別名は怪獣兵器。
バット星人が操る怪獣兵器の1体で、怪獣墓場で眠っていた個体から改造して作り出された。他の怪獣兵器と同様に瞳のない白目で、嘴から胸にかけてスフィア細胞の発光器官が着いている。バット星人によってウルトラ戦士の力を奪うアンチウルトラフィールドを張られた小惑星上にて、ウルトラマンゼロや彼の救援に駆けつけたゾフィーと戦う。最後は、ゼロツインソードとM87光線の合体技で倒される。

## 『ウルトラマンギンガS』に登場するバードン（SD）
『ウルトラマンギンガS』第13話「分裂！UPG」に登場。
「ウルトラマンを倒したことがある最強クラスの怪獣」として、ガッツ星人ボルスト（SD）に与えられたスパークドールズ。モンスライブ後、地上に出現して間もなく現れたウルトラマンビクトリーと交戦する。鋭い嘴でビクトリーに猛毒を流し込んで追い詰めるが、キングジョーランチャーで毒袋を撃たれて猛毒が逆流した隙を突かれ、ビクトリウムシュートで倒される。
- スーツアクター：桑原義樹

## 『ウルトラマンX』に登場するバードン
『ウルトラマンX』第2話「可能性のかたまり」に登場。Xioでの分類はタイプB。
産卵を控えた雌の個体が登場し、自動車やビル、鉄骨の残骸や破片を素材にして巣を作り、そこに餌となる人々を捕らえていた。大熊山から飛来したところをXioに攻撃されるが、地中への潜行を経て再度地上に現れて奇襲し、スカイマスケッティを撃墜しかけたところ、それを助けに現れたウルトラマンエックスと交戦する。火球による攻撃と嘴の両脇に持つ毒袋で生成した複合毒素による攻撃でエックスを苦しめるが、スカイマスケッティの攻撃によって左側の毒袋を破壊される。ゴモラアーマーを纏ったエックスには嘴による攻撃が通用せず、最後はゴモラ振動波を受けてスパークドールズに縮小され、大地に回収された。
第16話では、バードンのスパークドールズがXioラボ内の火山を模した模型にいる様子が描写されている。
映画『劇場版 ウルトラマンX きたぞ!われらのウルトラマン』では、スカイマスケッティがサイバーバードンのサイバーカードを用いた技バードン・フェニックス・アタックを使用している。
- スーツアクター：新井宏幸
- 放送に先駆けて田口清隆は「ただのバードンなら使わない」[49]と語っており、本作品ではバードンの新たな生態として、普段は火山帯に住んでいるために卵は冷やして孵すことや、首が180度回転するなどの新設定が描写された。Blu-ray BOXの監督コメントでは、田口は脚本の時点では「またバードンか」と思ったが、これらの新設定に触発されてやる気になった旨を語っている[50]。
- Blu-ray BOXの解説では、本作品で描写された生態について「イレギュラーなものであったかもしれない」と記述している[2]。
- 首が真後ろに回るバードンを再現するため、着ぐるみの首は切断された[51]。
- 空中戦シーンでは、バードンの飛び人形とCGのスカイマスケッティを戦わせるという新たな試みが行われた[50]。

## 『ウルトラファイトオーブ』に登場するバードン
『ウルトラファイトオーブ 親子の力、おかりします!』に登場。
レイバトスによって復活させられた亡霊の個体が、キングジョー、グドン、ツインテール、ハイパーゼットン（イマーゴ）、ビクトルギエルと共に出現。他の5体と共にウルトラマンゼロやウルトラマンオーブに襲いかかり、オーブがレイバトスを追った後はゼロを追い詰めるが、ゾフィーとウルトラセブンとウルトラマンジャックがゼロの救援に現れ、ゾフィーと戦うこととなる。火炎でゾフィーを焼き尽くそうとするが通用せず、M87光線で倒される。
- ゾフィーとの対決シーンは、『ウルトラマンタロウ』の同シーンをオマージュしている[53]。

## クグツバードン
『ウルトラマンオーブ THE ORIGIN SAGA』episode 3「こだま 〜谺〜」、episode 4「あととむ 〜跡求〜」、episode 9「ことわり 〜理〜」に登場。
クグツの毒によって狂暴化して意志を奪われた個体が、惑星ザインへ乗り込んできたオーブとウルトラマンダイナを迎え撃つために出現。ベゼルブとの連携でオーブを苦戦させるが、ダイナ ストロングタイプのデコピンで戦意を喪失し、逃走する。
episode 9では地球へ向かうスザークにサイキが遣わした護衛として、クグツベムスターと共に登場。軌道上にてスザークを迎えたオーブと交戦するが、その後の顛末は不明。

## 『大怪獣バトル ULTRA MONSTERS NEO』に登場するバードン
『大怪獣バトル ULTRA MONSTERS NEO』第7話「2大怪獣が迫る!」に登場。
ウルトラセブンとはぐれ、彼を探しているアギラの頭を燃やして虐めていたところを主人公やカネゴンに遭遇し、すぐさまバトルナイザーの怪獣によって撃退された。
ディフェンス以外のステータスが高く原作同様パワフルなステータスを持つ。必殺技は、空中に飛び上がり、急降下して毒の嘴を敵に突き刺す「ダイビングビーク」、毒の嘴による連続突き刺し攻撃「シャークノーズ」、火炎放射攻撃の「ボルヤニックファイア」とウルトラ戦士を苦しめたものばかりである。また、NEO-GL第1弾では新必殺技として、翼を羽ばたかせて風のカッターを発射し、命中時の爆風で敵を吹き飛ばす「バードンタイフーン」が追加されたほか、モチロンと組ませるとタッグ必殺技「フライングモチロンプレス」を発動可能になっている。

## その他
- ゲーム『SDザ・グレイトバトル 新たなる挑戦』では、クリスタルキャッスルの中ボスとして登場。ゾフィーを倒したことを誇示し、同面ではタロウが捕えられる。
- 漫画『ウルトラマン超闘士激伝』では、観客として登場。ケムジラを模したスナック菓子を食べているカットがあるほか、玩具展開の『超闘士鎧伝』に登場するギガメタルモンス「エアロキング」はバードンがモデルになっている。
- 映画『大決戦!超ウルトラ8兄弟』以前に企画されていた『ウルトラマンメビウス&ウルトラ兄弟』の続編作品では、タロウが主役となることから登場が予定されており、検討用デザインも酉澤安施によって描かれていた[55]。このデザインは『超8兄弟』の超全集や、DVD特典映像のイラストギャラリーに掲載されている。
- 円谷プロ公式サイトのエイプリルフール企画では、2007年にゾフィーを「ミスターファイヤーヘッド」と紹介し、以降の年度でも恒例になっている。
- Twitterでのマグマ星人の発言によると、バードンの卵は食べるとおいしいらしい。
- 『ウルトラマンゼロ&オールスターウルトラマン超絶!ウルトラリーグ』（『てれびくん』2011年6月号掲載分）では、怪獣軍団の1体としてウルティメイトフォースゼロを襲う。
- データカードダス『大怪獣ラッシュ ウルトラフロンティア』では、プラズマソウルを取りこんだプラズマ怪獣として2弾から登場[56][57]。劇場版ショートムービー「VEROKRON hunting」では、ハンターステーションにてプラズマ怪獣の多数出現を報じる映像に映っているのが確認できる。また、5弾ではお菓子玩具『ウルトラボーン』とのコラボ怪獣として全身が骨化したプラズマボーンバードンが登場している[58][59]。
- ウルトラ怪獣擬人化計画
  - 『電撃G's magazine』2014年5月号（第6回）に妖精とリオのカーニバル風のダンサー服に、怪獣の体色と同じ髪をしたバードンさん（イラスト：minoa〈ニトロプラス〉）が掲載。「ウルトラ怪獣擬人化計画 ギャラクシー☆デイズ」に登場。怪獣図鑑制作部の部員の1人。食いしん坊で常に骨付き肉を頬張っており、食べながら喋ることが多いためによく注意されている。「肉を食べなければ美人」と言われたりする美貌を持つが、感情表現が貧しいかつ無口であるうえに頭の中も食欲が占めており、行動も食に関するものが多い（例として後輩を「非常食」と称するなど）。一方、腹の鳴る音を聞かれるのを恥ずかしがるなど、最低限のデリカシーも持ち合わせている模様で、ペガッサ星人をからかうなどのお茶目な一面もある｡ゴモラとベムスターがわからないくらい大量の防寒具を着込んだりと相当な寒がり。C87の怪獣図鑑でゴモラとともに表紙に飾られるが、普段と異なる表情とポーズだったため､ガッツ星人とゼットン星人に「詐欺だ」と言われてしまった。
  - 漫画『ウルトラジャーニー ツインテール少女とツインテールな僕』では、魔女サバトに使役され、神樹マルスの世界に現れる。かつて光の巨人を屠ったとされている。
- テレビシリーズ『ウルトラマンタイガ』のボイスドラマでは、グア軍団の外宇宙侵略機械化部隊戦闘隊長イムビーザの配下に機械改造されたオリジナル怪獣メカバードンが登場している[60]。
- テレビシリーズ『ウルトラマンZ』第24話では、休眠中でありストレイジのインド支部の施設にて監視下に置かれている怪獣として名前が登場。セレブロが寄生したナカシマヨウコが操縦するウルトロイドゼロに施設を襲撃されて吸収され、ウルトロイドゼロから変貌したデストルドスの両腕と化す[61]。

### 過去の映像を流用しての登場
いずれも映像はそれぞれの初登場作品の流用。
『ウルトラマン怪獣大決戦』
冒頭のウルトラ戦士を紹介するシーンでゾフィーと戦うシーンが映されたが、この時にゾフィーが放ったのはM87光線と解説されている（実際はZ光線）。鳴き声は『ウルトラマン』に登場するギャンゴと同じものに変更されている。
『ウルトラマンZOFFY ウルトラの戦士VS大怪獣軍団』
エースとゾフィーがアリブンタとギロン人を倒したころにタロウと戦う。鳴き声は『ミラーマン』に登場するキティファイヤーと同じものに変更されている。